# Makora calypso
Makora calypso är en spindelart som först beskrevs av Marples 1959.  Makora calypso ingår i släktet Makora och familjen Amphinectidae. Inga underarter finns listade i Catalogue of Life.